# Apristurus pinguis
Apristurus pinguis е вид пилозъба акула от семейство Scyliorhinidae.

## Разпространение и местообитание
Видът е разпространен в Китай.
Среща се на дълбочина от 200 до 1000 m.

## Описание
На дължина достигат до 55,8 cm.